# Olargues
Olargues is een gemeente in het Franse departement Hérault (regio Occitanie). Het is gelegen in het Regionaal Natuurpark Haut-Languedoc en is lid van Les Plus Beaux Villages de France. Het dorp is de hoofdstad van het gelijknamige kanton en maakt deel uit van het arrondissement Béziers. Olargues telde op 1 januari 2022 493 inwoners.

## Etymologie
Er bestaan meerdere verklaringen omtrent de herkomst van de naam 'Olargues'. Sommigen menen dat de naam afgeleid is van de typische vorm die de rivier de Jaur beschrijft rondom het dorp, de vorm van een ketel. In het wapen van Olargues komt ook een ketel voor: "Op een veld van azuur een pot met hengsel van goud". De Latijnse naam 'aula larga' (grote ketel) zou in het Occitaans worden verbasterd tot 'Olargues'. In een akte uit 1215 wordt het dorp 'Olla larga' genoemd. Een tweede optie is dat in de romeinse tijd het dorp, of de voorganger ervan eigendom was van Aulus Hirtius, een vriend van Gaius Julius Caesar. 'Auli ager' betekent 'grond van Aulus'. Een laatste verklaring ligt in de Visigotische naam Olaric. Van de vijfde tot de negende eeuw werd de regio waar Olargues in ligt, Septimanië, inderdaad door Visigoten bewoond.

## Geografie
De oppervlakte van Olargues bedroeg op 1 januari 2022 18,6 vierkante kilometer; de bevolkingsdichtheid was toen 26,5 inwoners per km². De dichtstbijzijnde grote stad is Béziers dat ca. 50 km ten zuidoosten van Olargues ligt. Gelegen op de flank van een heuvel wordt het dorp aan drie kanten omgeven door de rivier de Jaur. De vallei van de Jaur is de grens tussen de 'Monts de l'Espinouse' in het noorden en de kalksteenheuvels in het zuiden. In het noorden zijn de bergen begroeid met tamme kastanjes, boom- en struikhei en adelaarsvarens. Boven de 700 m. hoogte bestaat de begroeiing vooral uit heesters en harsachtige planten. Op de kalksteenheuvels staan steeneiken ("yeuses"), hulsteiken, aardbeibomen, tijm en de "cistus salviifolius".
In het water komen adderringslangen, salamanders, paling en beekforel voor en op het land zijn marters dassen, vossen en everzwijnen te vinden. Bij hoge uitzondering worden ook schuwe civetkatachtigen aangetroffen. De lucht wordt bevolkt door migrerende duiven en lijsters en blijvende winterkoninkjes, goudhaantjes, rotskruipers, groene en bonte spechten, kerkuilen, torenvalken, kwikstaartjes, waterspreeuwen, Cetti's zangertjes en slangenarenden.
De departementale wegen D908 en D14 lopen langs het dorp. In het verleden was er ook een spoorverbinding, maar deze is opgeheven. De straatnamen 'Avenue de la gare' en 'Place de la gare' herinneren hier nog aan.

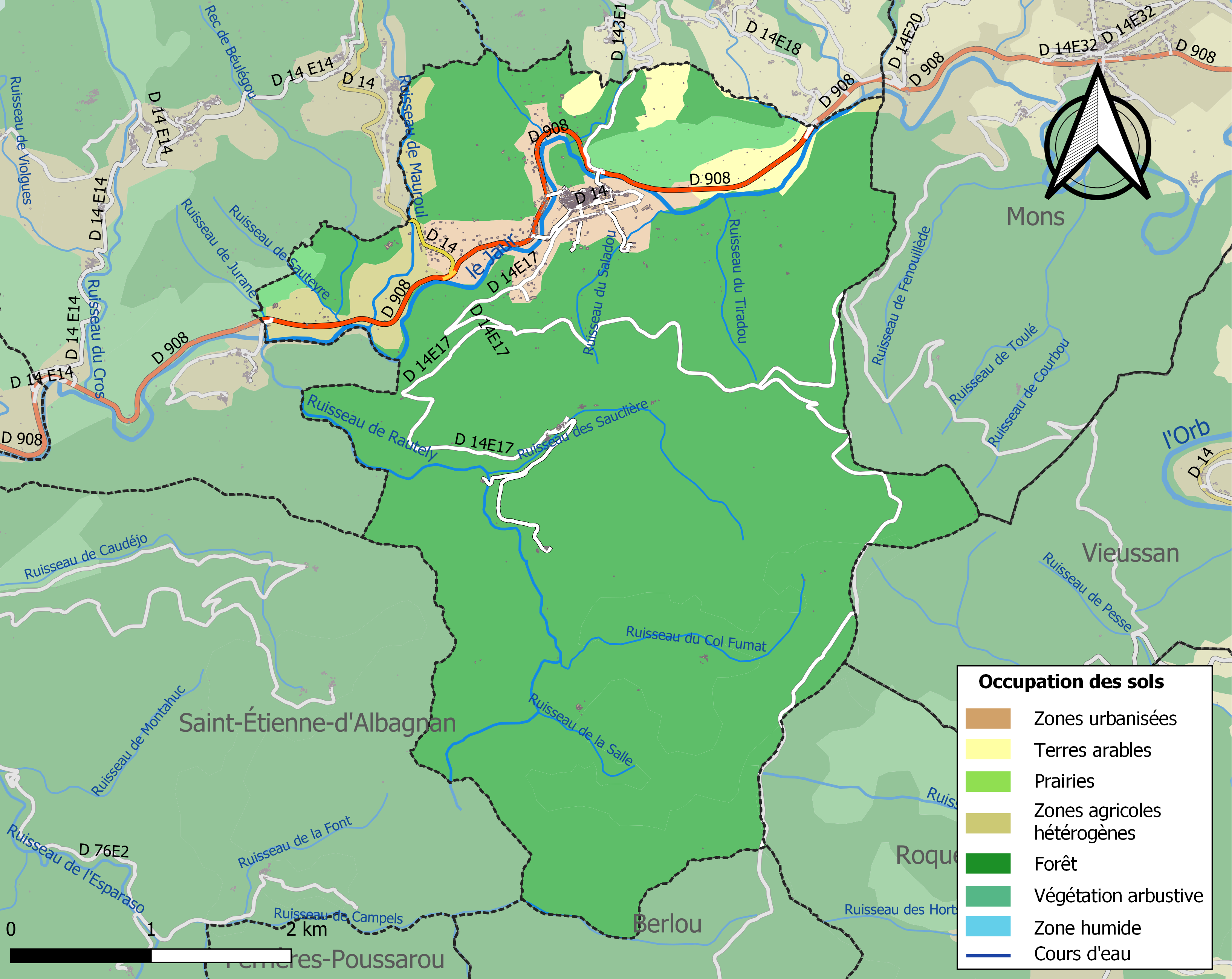
Kaart van de gemeente met belangrijkste infrastructuur, bodemgebruik en omliggende gemeenten

## Geschiedenis
Olargues is zonder onderbreking bewoond geweest vanaf de bronstijd. In de tweede eeuw voor Christus werd het gebied veroverd door de Romeinen die zodoende hun koloniën in Italië en Spanje met elkaar verbonden. Oorspronkelijk gelegen in de provincie Gallia Transalpina, werd de provincie sinds de stichting van Narbo Martius (Narbonne) in 118 v.Chr. 'Gallia Narbonensis' genoemd.
Na het uiteenvallen van het Romeinse Rijk waren het met name de Visigoten die zich in de regio rondom Olargues vestigden. Zij maakten Olargues tot een belangrijke plaats aan de grens van Septimanië. In de Karolingische tijd werd het gebied veroverd en na het verdrag van Verdun kwam het aan West-Francië toe. Binnen de feodale orde die was ontstaan behoorde Olargues toe aan de burggraven van Minerve die het gebergte rondom de Jaur beheersten.
Rond 1100 splitst zich een familietak af die beleend wordt met het kasteel en domein Olargues. De heren van Olargues, die de naam Pons dragen maken van de twaalfde en dertiende eeuw een gouden tijd voor Olargues, met de bouw van de 'Pont de Diable' en de aanleg van een verdedigingsmuur rond het dorp. De Pons vergaren grote faam en raken bekend als voorvechters van de kathaarse zaak. Onder druk van de Franse kroon komen ze tot een vergelijk dat het dorp spaart in de Albigenzische Kruistocht.
Via huwelijken en verervingen gaat het domein Olargues vervolgens over in de handen van de families d'Anduze, de Guers, de Castelnau en de Thezan die allen fervente katholieken waren. De zestiende eeuw met de hugenotenoorlogen heeft zijn sporen nagelaten, waarbij een zekere kapitein Pierre de bevolking zou hebben afgeperst.
De zeventiende en achttiende eeuw gaven een gestadige groei van de textielnijverheid, de ambachten en de handel, terwijl de landbouwsector zich ging toeleggen op een steeds breder scala aan gewassen met name druiven, kersen en olijven. Aan het einde van de negentiende eeuw komt daar nog bij de aanleg van de spoorlijn. Deze ontsluiting zorgt ervoor dat de regio opgenomen wordt in de vaart der volkeren.
Na de Tweede Wereldoorlog heeft Olargues zich in toenemende mate gericht op het toerisme.

## Demografie
Onderstaande figuur toont het verloop van het inwonertal (bron: INSEE-tellingen).

## Bezienswaardigheden
De 'Pont Vieux' (Oude Brug), ook wel 'Pont de Diable' (Duivelsbrug) genoemd, is waarschijnlijk gebouwd tussen 1060 en 1100 overspant de rivier de Jaur. Hij heeft een lengte van 32,60 m. Hij bestaat uit één grote boog en twee landhoofden die halverwege zijn opengewerkt met rondbogen. Tot aan de zeventiende eeuw was deze brug de enige toegang tot Olargues.

## Afbeeldingen

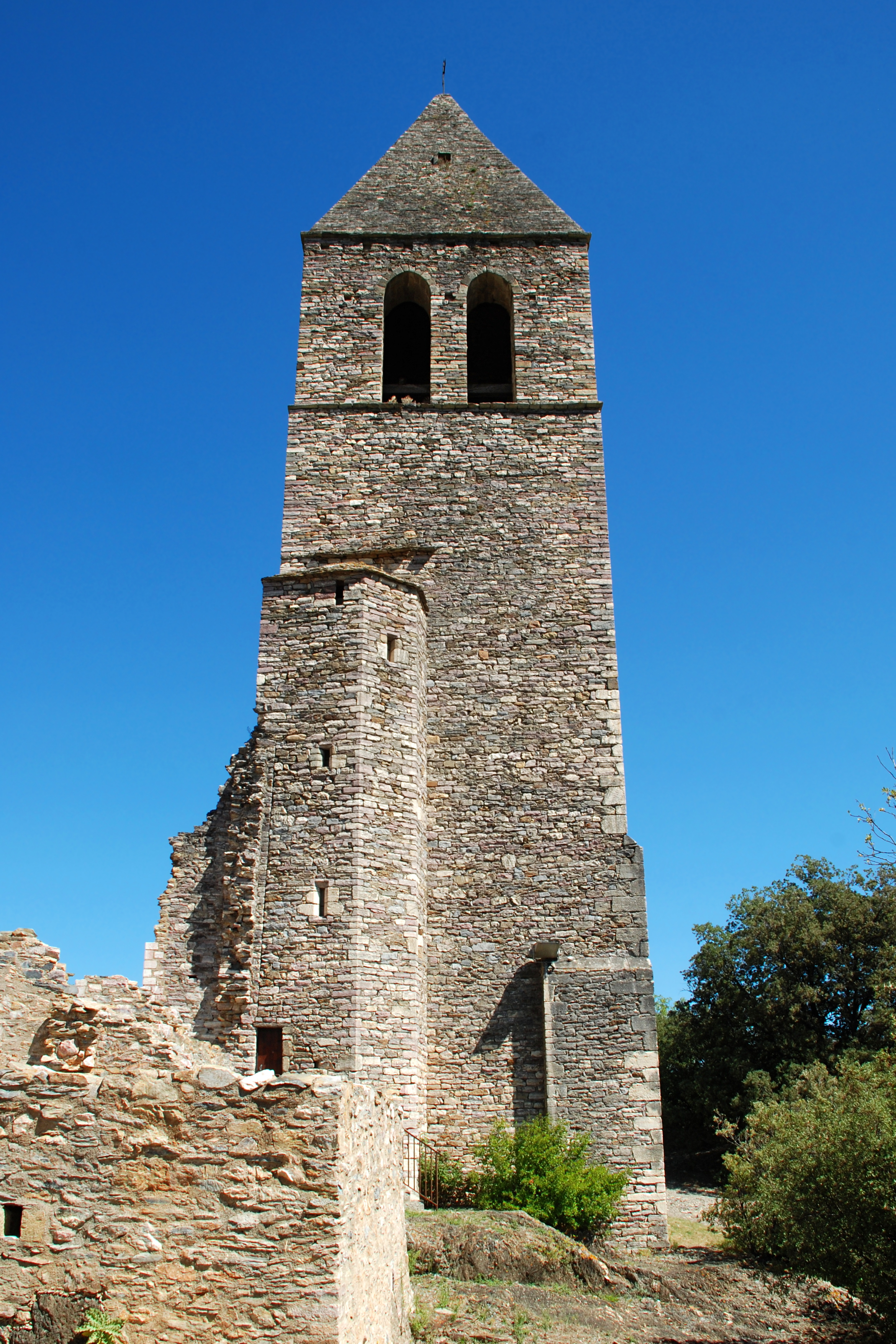
Église Saint-Laurent
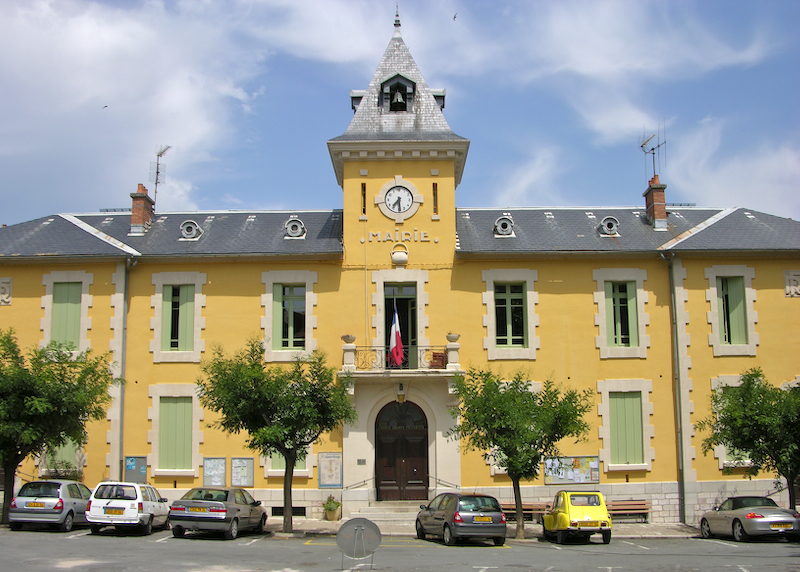
Gemeentehuis
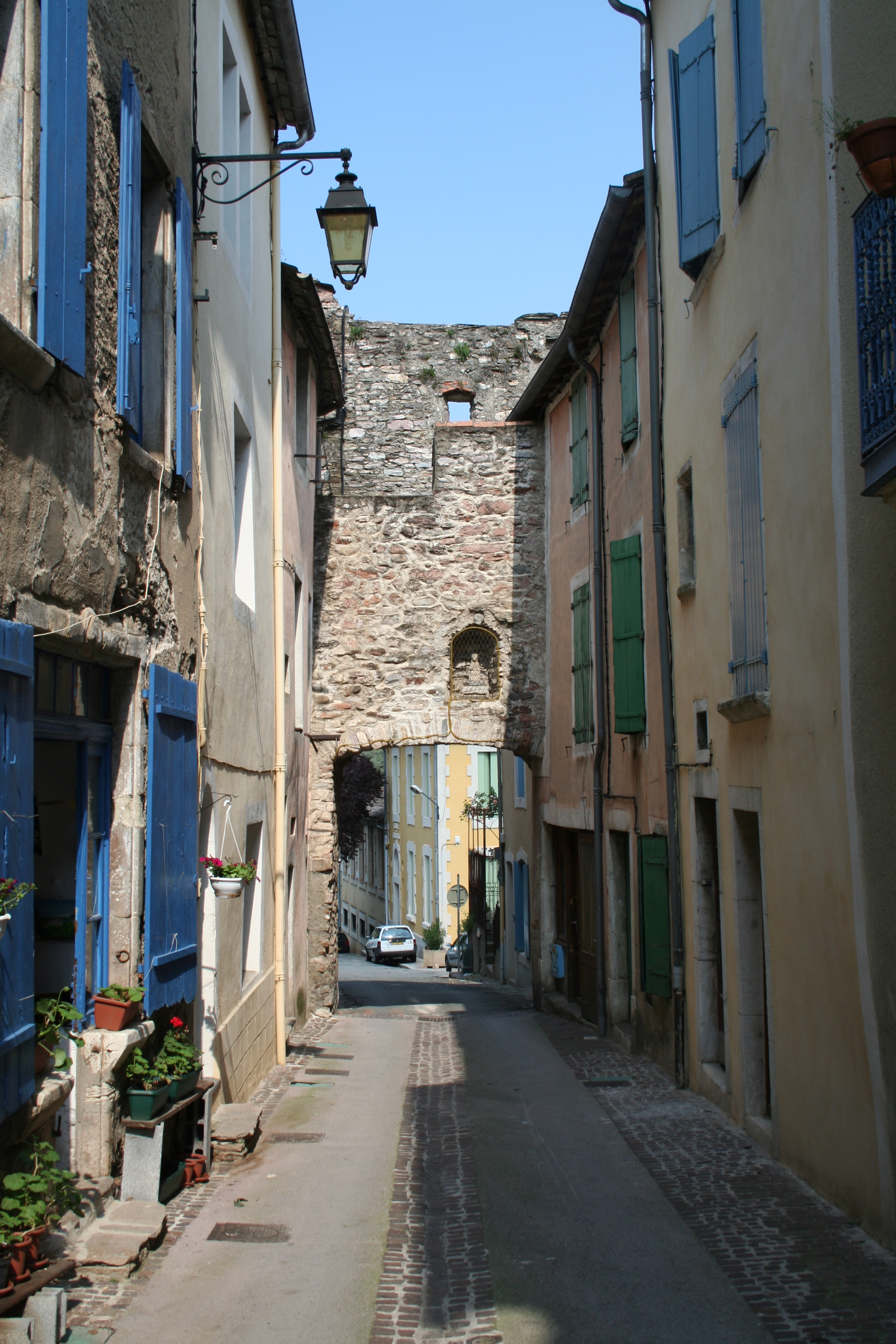
Rue Neuve
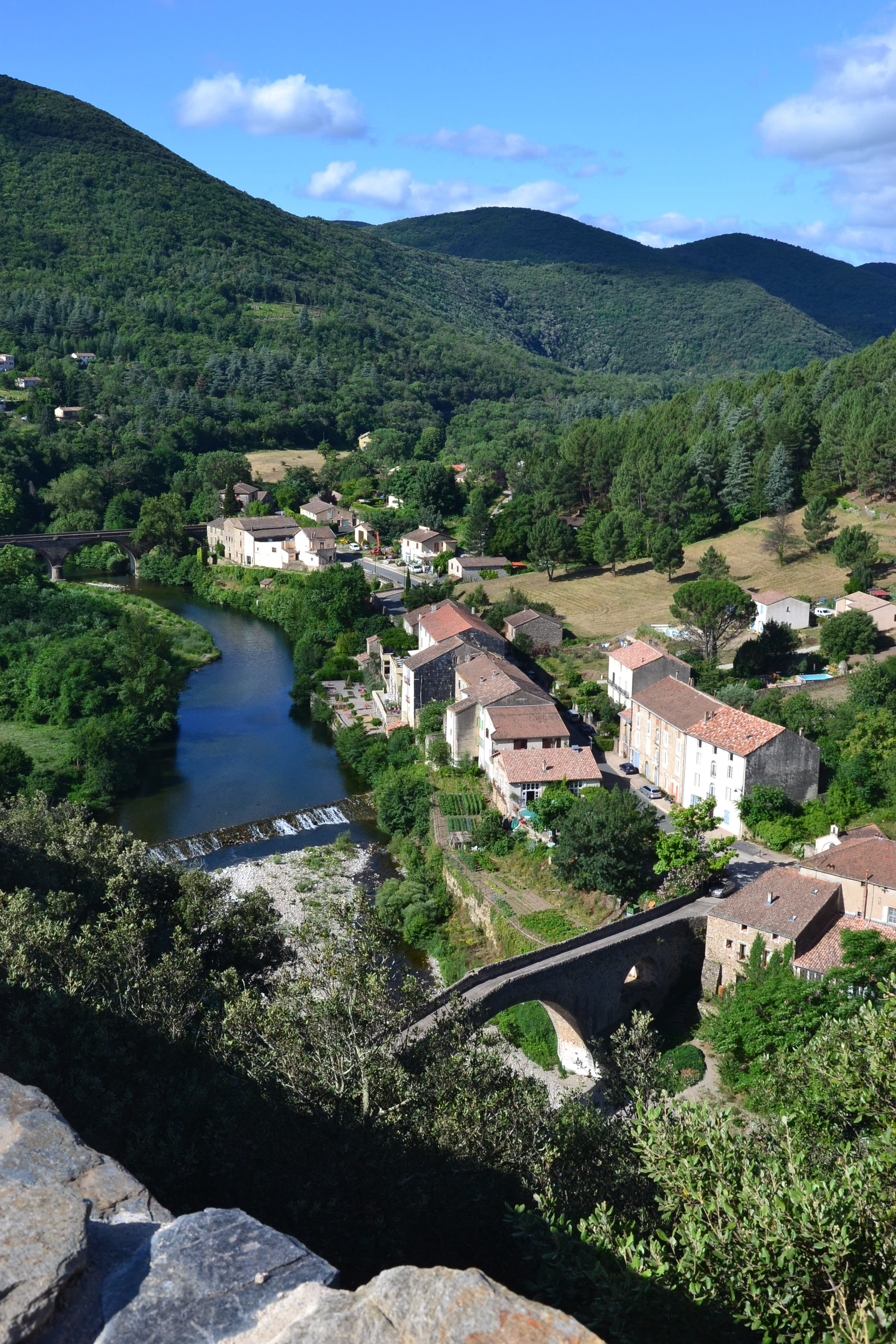
Faubourg Saint-Roch
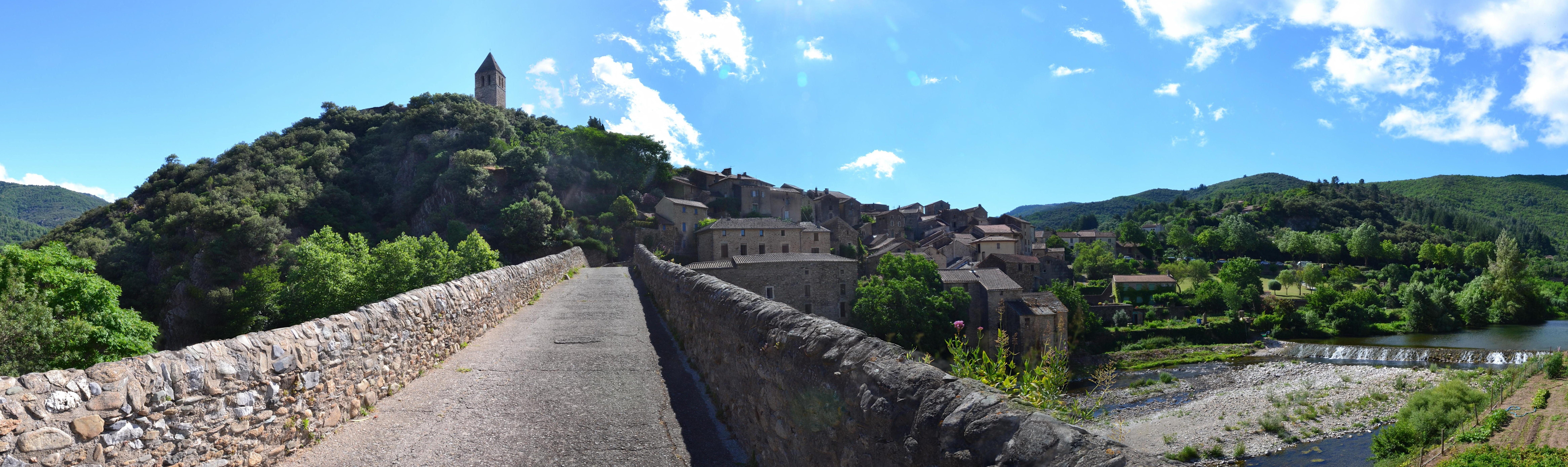
Vanaf de Pont de Diable